# أندرو إم. ستيوارت
أندرو إم. ستيوارت (بالإنجليزية: Andrew M. Stuart)‏ هو رياضياتي بريطاني، ولد في 19 أغسطس 1962.

## التعليم
تخرج أندرو ستيوارت في الرياضيات من جامعة بريستول في عام 1983، ثم حصل على درجة الدكتوراه في الفلسفة من مختبر الحوسبة بجامعة أكسفورد في عام 1986.